# Spaček
 Ovo je glavno značenje pojma Spaček. Za automobil popularnog naziva spaček pogledajte Citroën 2CV.
Spaček je metkovski rock sastav osnovan 7. siječnja 1988. godine.

## Povijest sastava
Prvih godina Spaček je sastav koji svira na disco priredbama i rock gitarijadama u Metkoviću i okolici. Prvi uspjeh ostvaruju pobjedom na lokalnom festivalu pjevača amatera "Glas Neretve". Unatoč početku Domovinskog rata, iako mahom tinejdžeri, odlučuju se na nastavak rada, ratu usprkos, a dio njih i aktivnim sudjelovanjem u obrani Hrvatske.
Krajem 1992. u "nezavisnoj produkciji" izdaju prvi album Rat, vrijeme, ljubav... sa sedam najboljih pjesama iz dotadašnjeg djelovanja, objavljen na 500 kazeta. Usporedno s izdavanjem ove promotivne kazete Spaček nastupa na međunarodnom humanitarnom festivalu Lijepa naša namijenjenom izgradnji Doma invalida Domovinskog rata, u Münchenu, Augsburgu, Frankfurtu, te na kraju u Zagrebu u koncertnoj dvorani Vatroslav Lisinski.
U ljeto 1993. godine svojim prvim spotom za singl "Prva Dama", Spaček zauzima prvo mjesto u tadašnjoj najrelevantnijoj nacionalnoj glazbenoj top ljestvici u emisiji Hrvatske televizije Hit depo.
Odmah potom izlazi drugi album pod nazivom Zadrži dah, odbaci strah u izdanju diskografske kuće Amadeus II. Na albumu se pored drugih pjesmama nalazi i hit-pjesma "Neretvanska", koja je izvrsno primljena kod publike u Metkoviću, gdje postaje svojevrsna neslužbena himna grada Metkovića.
Nakon niza godina djelovanja i nastupa na mnogim manjim koncertima, Spaček se odlučuje na svoj prvi veliki promotivni koncert, koji se održao pred preko 2000 posjetitelja u gradskoj športskoj dvorani u Metkoviću.
Sredinom 1994. godine članovi Spačeka privremeno prestaju s radom zbog neodgodivih obveza prema vojsci i fakultetu.
Nakon tri godine, 1998., grupa je snimila singl CD sa spotom na hrvatskom i engleskom jeziku "Nosim ti ruže" ("Bringing You Roses").
Posebno zapažen nastup ostvaren je na Etnofestu Neum '98, obradom popularne narodne pjesme "Na Neretvu misečina pala" u suradnji s KUD-om Metković i akademskim glumcem Tomislavom Martićem.
U svibnju 2013. godine objavom singla "Most" i koncertom pod nazivom Metkoviću, opet ću ti doći ... 20 godina poslije Spaček se vratio na hrvatsku glazbenu pozornicu.

## Diskografija

### Albumi
- Rat, vrijeme, ljubav... (1992.)
- Zadrži dah, odbaci strah (1993.)

### Singlovi
- "Nosim ti ruže" ("Bringing You Roses") (1998.)
- "Na Neretvu misečina pala" (1998.), objavljen na kompilaciji Etnofest Neum '98
- "Most" (2013.)

## Članovi sastava
- Dragan Brnas − Fudo, vokal, gitara
- Goran Martinac − Gogo, klavijature
- Goran Komazin − Meka, gitara, prateći vokal
- Jurica Bebić, bas-gitara, prateći vokal
- Petar Batinović, bubnjevi

## Vanjske poveznice
- Spaček na Facebook-u
- Spaček na YouTube-u